# Espace σ-compact
En mathématiques, un espace topologique est dit σ-compact (ou localement compact dénombrable à l'infini) s'il est l'union dénombrable de sous-espaces compacts,.
Un espace est dit σ-localement compact s'il est à la fois σ-compact et localement compact.

## Propriétés et exemples
- Tout espace compact est σ-compact, et tout espace σ-compact est de Lindelöf (c'est-à-dire que tout recouvrement ouvert a un sous-recouvrement dénombrable[1]). Les réciproques sont fausses : par exemple, l'espace euclidien (Rn) est σ-compact mais pas compact[4], et la droite de Sorgenfrey[5] et la topologie codénombrable sur un ensemble non dénombrable sont de Lindelöf mais pas σ-compactes (ni localement compactes).
- Un espace séparé qui est à la fois de Baire et σ-compact est nécessairement localement compact en au moins un point.
- Soit G un groupe topologique. Si G est localement compact en un point, alors G est localement compact partout. Par conséquent, d'après la propriété précédente, si G est à la fois séparé, de Baire et σ-compact, alors il est localement compact.
- La propriété précédente implique par exemple que le groupe topologique séparé RN n'est pas σ-compact, puisqu'il est de Baire et non localement compact.
- Tout espace hémicompact est σ-compact[2]. La réciproque est fausse[2] ; par exemple, l'espace des nombres rationnels, avec la topologie usuelle, est σ-compact, mais pas hémicompact.
- Tout produit fini d'espaces σ-compacts est σ-compact. Cette propriété ne s'étend pas aux produits infinis (comme RN)[2].
- Un espace σ-compact X est de seconde catégorie c.-à-d. non maigre dans lui-même (resp. de Baire) si et seulement si l'ensemble des points où X est localement compact est non vide (resp. dense dans X)[6].